# Ronde van Frankrijk 2006/Vijfde etappe
De vijfde etappe van de Ronde van Frankrijk 2006 werd verreden op 6 juli 2006 tussen Beauvais en Caen.

## Verloop
In de straten van Caen kwam er de verwachte massaspurt. Daarin was drievoudig wereldkampioen Óscar Freire sterker dan de huidige wereldkampioen Tom Boonen. De Baskische spurter Iñaki Isasi vervolledigde verrassend het podium. Boonen behield voor de derde dag op rij zijn gele trui.
Proloog ·
1e etappe ·
2e etappe ·
3e etappe ·
4e etappe ·
5e etappe ·
6e etappe ·
7e etappe ·
8e etappe ·
9e etappe ·
10e etappe ·
11e etappe ·
12e etappe ·
13e etappe ·
14e etappe ·
15e etappe ·
16e etappe ·
17e etappe ·
18e etappe ·
19e etappe ·
20e etappe
Startlijst · Eindstanden · Afbeeldingen